# Atlético Nacional
Club Atlético Nacional SA, còn được gọi là Atlético Nacional, là một câu lạc bộ bóng đá chuyên nghiệp của Colombia có trụ sở tại Medellín. Câu lạc bộ là một trong ba đội duy nhất từng chơi trong mọi giải đấu thuộc phân hạng thứ nhất trong lịch sử Colombia, hai đội còn lại là Millonarios và Santa Fe.

## Copa Sudamericana 2016
Trong trận chung kết Copa Sudamericana 2016, Atlético Nacional đã đề nghị Liên đoàn bóng đá Nam Mỹ nhường chiếc cup vô địch cho Chapecoense sau thảm hoạ chuyến bay 2933 của LaMia cũng như việc toàn đội Atlético Nacional cũng đã có mặt trên Sân vận động Atanasio Girardot (nằm trong Khu liên hợp thể thao Atanasio Girardot) vào đúng thời điểm diễn ra trận đấu như dự kiến để làm lễ tưởng nhớ và hô vang tên đội bóng Chapecoense. Nhờ vậy mà đội bóng này đã dành được danh hiệu Fair Play 2016 của FIFA ngay sau đó không lâu.
Atlético Nacional về nhì tại giải đấu lần này.